# Manu Pluton

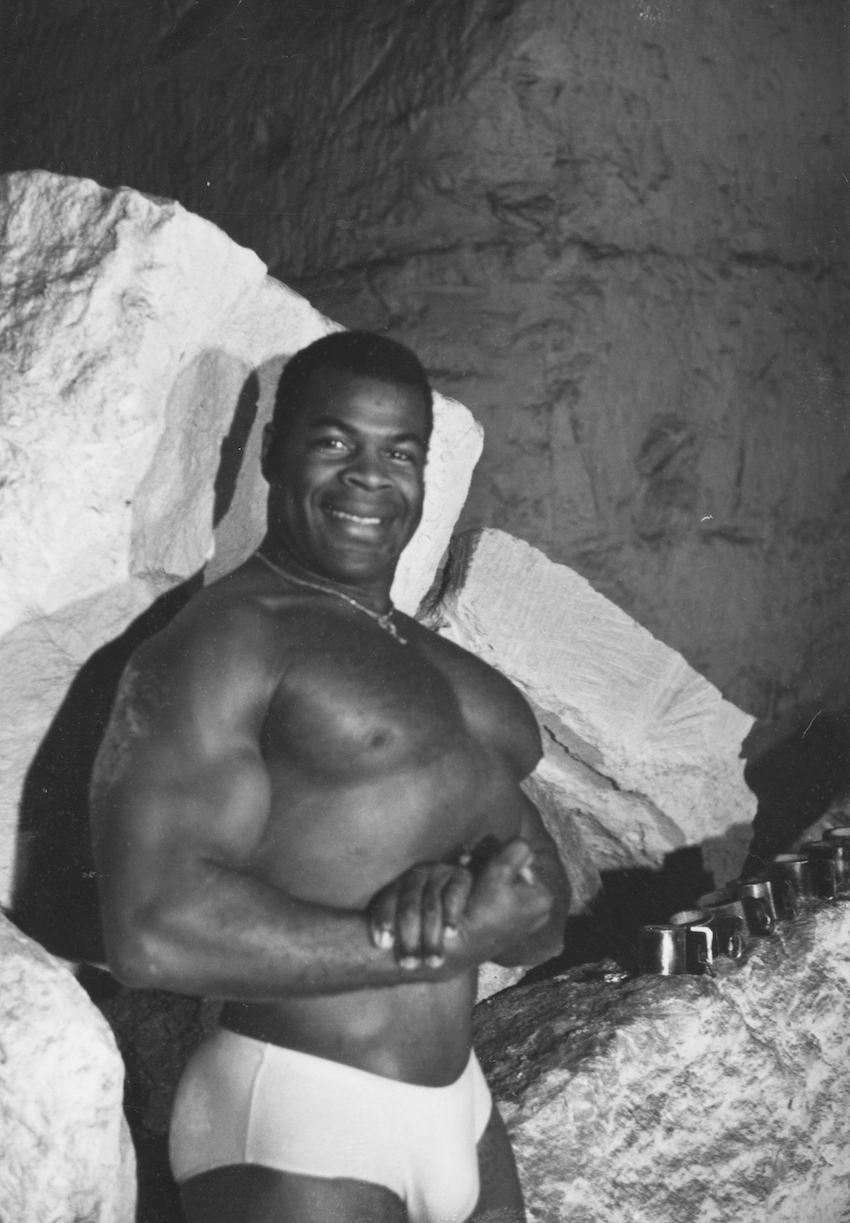
Emmanuel Pluton, l'Hercule dans Maléfices Pornos

Emmanuel Pluton, dit Manu Pluton, né le 7 janvier 1942 à Fort-de-France, Martinique, dans les Antilles françaises, est un culturiste et un acteur français. Ce Monsieur France 1965 et Monsieur Europe 1965 a aussi tourné dans des films érotiques et pornographiques. Il est également apparu dans plusieurs films de Claude Zidi dans les années 1970.

## Filmographie partielle
- 1971 : La Philosophie dans le boudoir de Jacques Scandelari (crédité sous le nom d'Emmanuel Pluton)
- 1972 : Les Enquêtes du Commissaire Maigret de Jean-Louis Muller, épisode Pietr le Letton : le barman de la boîte de nuit (sous le nom d'Emmanuel Pluton)
- 1973 : Prenez la queue comme tout le monde de Jean-François Davy
- 1973 : Le grand bazar de Claude Zidi
- 1974 : La moutarde me monte au nez de Claude Zidi
- 1974 : Comment réussir quand on est con et pleurnichard de Michel Audiard
- 1974 : Hippopotamours de Christian Fuin
- 1975 : French Connection 2 de John Frankenheimer
- 1975 : L'important c'est d'aimer d'Andrzej Zulawski
- 1975 : Dans la chaleur de Julie de Serge Korber
- 1975 : La Course à l'échalote de Claude Zidi
- 1976 : Maléfices Pornos d'Éric de Winter (sous le nom d'Emmanuel Pluton)
- 1976 : L'Essayeuse de Serge Korber
- 1976 : Les Week-ends maléfiques du Comte Zaroff  de Michel Lemoine (sous le nom d'Emmanuel Pluton)
- 1976 : Le Gentleman des Antipodes  de Boramy Tioulong (TV)
- 1976 : Débordements de plaisir de  Lino Ayranu (Alain Nauroy)
- 1976 : Dora, la frénésie du plaisir de Willy Rozier :
- 1977 : Drôles de zèbres de Guy Lux (sous le nom d'Emmanuel Pluton)
- 1977 : Caille sur canapé de Serge Korber
- 1977 : Le Ringard de Jean Luret autre titre Les Fantasmes d'un obsédé sexuel
- 1984 : Over Exposed de James Jaeger
- 1984 ou 1987? : Bodybuilding Encyclopedia par le Studio : Maier Group

## Concours
- 1965 : Monsieur France
- 1965 : Monsieur Europe

## Spectacles
- Alcazar : membre de la troupe